# 齋藤憲
齋藤 憲（さいとう さとし、1947年(昭和22年)5月3日 - ）は、日本の経営史学者、専修大学名誉教授。
東京都生まれ。1972年（昭和47年）早稲田大学商学部卒、同大学院商学研究科博士課程満期退学、関東学院大学講師、1987年（昭和62年）浦和短期大学助教授、横浜商科大学教授、1993年（平成5年）関東学院大学経済学部教授。2002年（平成14年）専修大学経営学部教授。経営学研究科科長。1987年（昭和62年）『新興コンツェルン理研の研究 大河内正敏と理研産業団』で早大商学博士、日経経済図書文化賞受賞。2018年定年退職。

## 著書
- 『新興コンツェルン理研の研究 大河内正敏と理研産業団』時潮社 1987
- 齋藤憲『稼ぐに追いつく貧乏なし : 浅野総一郎と浅野財閥』東洋経済新報社、1998年。ISBN 4492061061。 NCID BA38856030。
- 『大河内正敏 科学・技術に生涯をかけた男』日本経済評論社「評伝・日本の経済思想」 2009

### 共編
- 『堤康次郎と西武グループの形成』大西健夫・川口浩共編 知泉書館 2006
- 『金融ビジネスモデルの変遷 明治から高度成長期まで』粕谷誠・伊藤正直共編 日本経済評論社 2010

## 注
1. ↑  『現代日本人名録』2002年
2. ↑  “齋藤憲”. researchmap.   国立情報学研究所. 2021年4月4日閲覧。